# Jon Lovett
Jonathan Ira Lovett (nascido em 17 de agosto de 1982) é um comediante americano, podcaster, e anteriormente redator de discursos. Lovett é cofundador da Crooked Media, junto com seus antigos companheiros da Casa Branca durante o mandato de Obama, Jon Favreau e Tommy Vietor. Lovett é um dos anfitriões regulares dos podcasts da Crooked Media, Pod Save America e Lovett or Leave it. Como redator de discursos, ele trabalhou para o presidente Barack Obama, assim como para Hillary Clinton, quando ela foi senadora e candidata à presidencia em 2008. Ele também foi cofundador do sitcom da NBC, 1600 Penn, e foi o escritor e produtor na terceira temporada de The Newsroom, da HBO.

## Juventude e educação
Lovett nasceu em Woodbury, em Long Island, de uma família judia reformista de ancestralidade ucraniana que operavam uma fábrica de caixas, fundada por seu avô. Ele estudou no colégio Syosset. Se formou em matemática em 2004, na Williams College. A tese de sua formação, Articulações rotativas em um plano normalizado, levou a uma publicação relacionada com o mesmo assunto no American Mathematical Monthly. Lovett também foi o orador da turma em sua formatura. Após graduar-se, Lovett trabalhou por um ano como paralegal e fazendo shows de stand-up comedy.

## Redator de discursos políticos

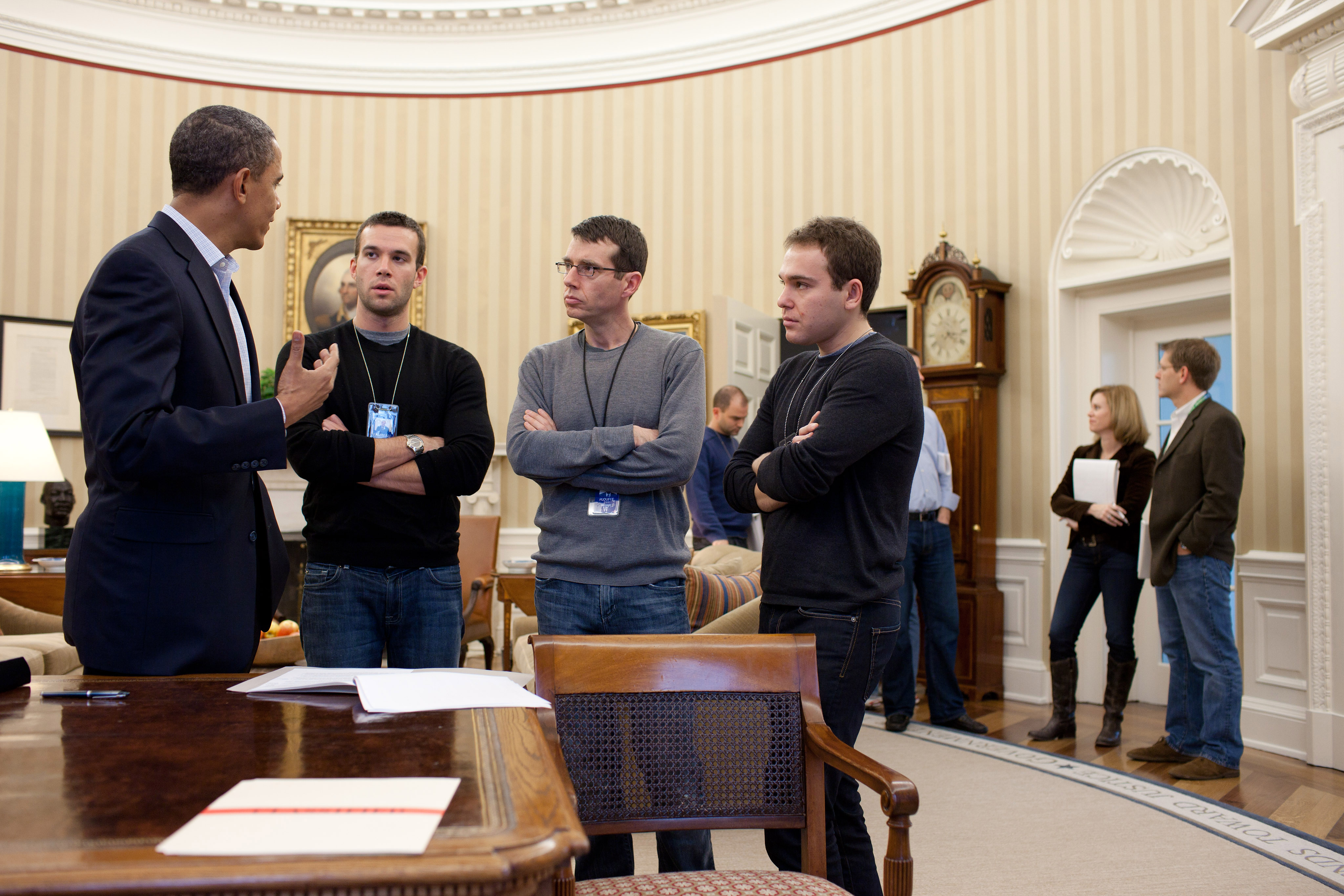
Lovett (quarto a partir da esquerda) com o presidente Obama e outros redatores de discursos em 2011

Em 2004, Lovett se voluntariou para participar da campanha de John Kerry. A ele foi dito para escrever um discurso para o candidato, e seu texto o levou a uma oferta de estágio. Então, brevemente trabalhou no escritório do senador Jon Corzine. Ele foi contratado em 2005 para auxiliar Sarah Hurwitz, como redator de discursos da, então senadora, Hillary Clinton. Ele continuou a escrever discursos para ela durante a campanha presidencial de 2008.
Quando Clinton perdeu as eleições primárias do Partido Democrático de 2008, Lovett venceu um concurso anônimo para escrever os discursos do presidente Barack Obama na Casa Branca. Lovett escreveu discursos para Obama durante três anos, trabalhando junto a Jon Favreau e David Axelrod. Alguns dos discursos proeminentes que ele escreveu incluem discursos políticos de reforma financeira e sobre  Don't ask, don't tell, assim como os comentários no Jantar dos correspondentes da Casa Branca.
Lovett secretamente oficiou o primeiro casamento entre pessoas do mesmo sexo na Casa Branca, antes do apoio de Obama à causa, durante seu mandato.

## Carreira na mídia

### Televisão
Antes de Obama concorrer à reeleição, Lovett se mudou para a Califórnia para se tornar um roteirista, citando o desejo de escrever de forma independente e de focar inteiramente em comédia criativa. Lovett colaborou com Josh Gad e Jason Winer nas séries 1600 Penn, da qual Lovett foi cocriador, produtor executivo e escritor, de 2012 até o seu cancelamento, em 2013. Lovett então trabalhou como produtor, escritor e orientador na terceira temporada de The Newsroom, da HBO. De 2012 a 2015, Lovett também contribuiu com artigos de opinião para revistas como o The Atlantic.

### Crooked Media
Começando em março de 2016, Lovett foi um dos co-apresentadores do podcast político do The Ringer, o Keepin' it 1600, junto aos colegas da campanha de Obama, Jon Favreau, Dan Pfeiffer, e Tommy Vietor. O podcast foi planejado para cobrir a corrida presidencial de 2016, não sendo esperado que continuasse depois disso. Mas depois das eleições de novembro de 2016, Lovett, Favreau e Vietor queriam se engajar em política novamente, sem ter que deixar Los Angeles ou retornar para uma campanha política. Então eles fundaram uma empresa de viés midiático liberal, a Crooked Media, com o Pod Save America como carro-chefe. A Crooked Media e, em particular o Pod Save America, foram comparados aos esforços anteriores da ala-liberal, tais como o Air America, para competir com rádios conservadoras, e Lovett foi descrito a servir de alívio cômico ao programa. A empresa começou uma variedade de podcasts, muitos dos quais Lovett participa regularmente.
Em março de 2017, Lovett começou a apresentar Lovett or Leave It, um panel show (um game show onde celebridades participam num painel), produzido pela Crooked Media. O podcast, tipicamente gravado em frente de uma plateia em Los Angeles, com Lovett e a Crooked Media, embarcou em turnês nacionais e internacionais apresentando versões ao vivo de Pod Save America e Lovett or Leave It. Lovett também esteve envolvido no lançamento do projeto de recrutamento e educação de eleitores da Crooked Media, Vote Save America.

## Vida pessoal
Lovett é homossexual. Ele e o jornalista investigativo e autor, Ronan Farrow, tem uma relação amorosa desde 2011. Em outubro de 2019, Farrow publicou Catch and Kill (Pegar e matar), onde publicamente anunciou seu noivado. Ele propôs Lovett em casamento em um rascunho do livro.